# Cantonul Saint-Donat-sur-l'Herbasse
Cantonul Saint-Donat-sur-l'Herbasse este un canton din arondismentul Valence, departamentul Drôme, regiunea Rhône-Alpes, Franța.

## Comune
- Arthémonay
- Bathernay
- Bren
- Charmes-sur-l'Herbasse
- Chavannes
- Margès
- Marsaz
- Montchenu
- Saint-Donat-sur-l'Herbasse (reședință)